# جمشید دلشاد
جمشید دلشاد معروف به جیمی دلشاد (زاده ۱۳۱۸ در شیراز) سیاستمدار آمریکایی ایرانی‌الاصل یهودی‌تبار است. وی تا ۲۲ مارس ۲۰۱۱ شهردار شهر بورلی هیلز آمریکا بود. او در ۷ فروردین ۱۳۸۶ به مدت یک سال به مقام شهرداری بورلی هیلز برگزیده و در اسفند ۱۳۸۸ دوباره به آن مقام انتخاب شد. دلشاد نخستین فرد ایرانی‌تبار در تاریخ است که به شهرداری یکی از شهرهای آمریکا انتخاب شده
دلشاد در شهر شیراز در خانواده ای یهودی زاده شد و در سال ۱۳۳۸ به آمریکا مهاجرت نمود. در سال ۱۳۵۷ او یک شرکت رایانه‌ای تأسیس کرد، در سال ۱۳۶۹ وی اولین یهودی ایرانی‌تبار بود که به ریاست  کنیسه سینا در لس آنجلس آمریکا انتخاب شد. کنیسه سینا بزرگترین کنیسه‌ی محافظه‌کار (کنسرواتیو) در جهان است.